# José Velasco Dueñas
José Velasco Dueñas. (ca. 1810-ca. 1897) fue un oficial de la Intendencia General de la Casa Real y Patrimonio, Jefe de Negociado de la Casa Real. Bibliotecario de Isabel II.

## Servidor de la Casa Real y en la Real Biblioteca
En 1831 entra al servicio de la Casa Real de España, como oficial 1º de los Reales Telégrafos, ocupándose de su "glosación y descifración", hasta 1838.
El 31 de diciembre de 1843 el entonces bibliotecario de Cámara, Miguel Salvá Munar solicita un escribiente que elabore "las papeletas para el índice alfabético", el cual tenga "hermosura y buen carácter de letra" y "reúna suficiente inteligencia en las lenguas latina y francesa", eligiendo él mismo a Velasco el 25 de enero de 1844, tras presentar muestra caligráfica de letra y dotándosele con 4.000 reales anuales, jurando el 6 de febrero. Perteneció desde entonces a la Real Biblioteca. Salvá quería que según se iban haciendo las papeletas se fuera ejecutando el Índice pues luego sería muy lento dicho trabajo.
En 1848 seguía como escribiente y era también nombrado escribiente de la secretaría de Gobierno de Palacio. Ya entonces había realizado el catálogo de la Real Armería y se le recompensó por lo bueno de su trabajo caligráfico. En 1849, el 28 de febrero, es ya escribiente 1º de la Secretaría de Cámara de la Real Casa y al muy poco se le designa oficial auxiliar de la Secretaría. En 1851 presentó un facsímil escrito de la partida de bautismo de Miguel de Cervantes Saavedra y su mujer Catalina de Palacios y Salazar, siendo premiado por su alta calidad.
Años antes preparó una edición de las cruces y medallas de distinción de España, realizando los dibujos de las mismas. Se decide que los 6.000 reales destinados a escribientes en la Real Biblioteca pasen a su disfrute dado su reconocido prestigio. Debido a éste se ocupa de realizar diplomas y títulos en Palacio, como el que se le encargó para el capitán general Evaristo San Miguel tras serle dada la Grandeza de España de 1.ª clase como duque de San Miguel.
Desde 1852 era oficial supernumerario de la Intendencia General. En 1855 ya era caballero de la Orden de Carlos III, solicitando ese año ser nombrado Rey de Armas por sus conocimientos heráldicos. El 12 de marzo de 1857 es oficial 2º de la Secretaría de Cámara y se le recompensa con casa gratis en el Buen Retiro en 1861. En 1863 se le hace depositario para administrar las asignaciones de Sus Altezas Reales. Se le asciende a Jefe de Negociado de la Secretaría General de la Mayordomía Mayor en 1867, con 1.600 escudos de sueldo, y en 1864 se le ratifica como oficial 2º de la Secretaría. Tras la Revolución de 1868, la Gloriosa, se le cesa en 1º de mayo de 1869 como secretario de la Dirección General de Patrimonio de la Corona y secretario contador de la fundación de las Descalzas Reales, pero se le compensa nombrándole secretario del Museo del Prado el 19 de noviembre de 1869, dirigido entonces por Federico de Madrazo. A mediados de 1897 debió de fallecer pues en julio solicita su viuda una pensión a la Real Casa y Patrimonio.